# Spray the day
|  | Denne artikel er oprettet af botten PalnaBot ud fra en ekstern database. Den kan derfor have sproglige fejl eller mangler. Denne skabelon kan fjernes efter kontrol af indholdet. |

Spray the day er en film instrueret af Mira Kellerman, Peter Helles Eriksen.

## Handling
Den danske graffitimaler `Elsam' er blevet rigtigt træt af at male graffiti. Han har flere graffiti-domme bag sig, og han har fået nok af de andre malere i miljøet, der snakker `lort' om hin'aden. Efter en lang nat, hvor `Elsam' har været tæt på at blive anholdt af politiet, beslutter hans sig for at droppe livet som graffitimaler og smider alle sine spraydåser ud. Men i bunden af kassen med dåser opdager han en magisk bog, der er fuld levende billeder, og han stifter han bekendtskab med et graffiti-crew fra Kenya, der kalder sig for `Spray Uzi'. Da graffitimaleren `Elsam' har læst den magiske bog med `Spray Uzi', beslutter han sig for at tage til Kenya for at se Nairobi og `Spray Uzi' med egne øjne.